# Psilephydra cyanoprosopa
Psilephydra cyanoprosopa är en tvåvingeart som beskrevs av Friedrich Georg Hendel 1914. Psilephydra cyanoprosopa ingår i släktet Psilephydra och familjen vattenflugor.
Artens utbredningsområde är Taiwan. Inga underarter finns listade i Catalogue of Life.